# Bama saigusai
Bama saigusai är en tvåvingeart som först beskrevs av Mcalpine 2001.  Bama saigusai ingår i släktet Bama och familjen bredmunsflugor. Inga underarter finns listade i Catalogue of Life.